# غلباغي (مقاطعة دلفان)
غلباغي (بالفارسية: گلباغی) هي قرية تقع في Nurabad Rural District في إيران. يقدر عدد سكانها بـ 256 نسمة .